# Calen
Calen is een plaats in de Australische deelstaat Queensland en telt 289 inwoners (2006).